# Джовио, Паоло
Паоло Джовио (итал. Paolo Giovio), он же Паоло Йовиус (лат. Paolo Jovius), или Павел Ио́вий Новокомский (лат. Paulus Iovius Novocomensis; 1483, Комо — 1552, Флоренция) — итальянский учёный-гуманист эпохи Возрождения, епископ Ночерский, придворный медик римских пап, историк, писатель, биограф, географ, музеолог и коллекционер произведений искусства.

## Биография
О детстве и юности Паоло Джовио, в истории более известного под латинизированным именем Паоло Йовиус, сохранилось немного данных. Вероятно, он родился в Комо (Isola Comacina) 21 апреля 1483 года (некоторые, основываясь на источнике, предоставленном самим автором, датируют его рождение 1486 годом) в семье Луиджи Дзобио (Luigi Zobio), патриция по происхождению и нотариуса по профессии, и Элизабетты Бенци.
Оставшись сиротой после смерти отца (ок. 1500 г.), Паоло воспитывался и обучался у старшего брата Бенедетто, гуманиста и историка, чьи исторические, филологические и археологические исследования в значительной степени стимулировали интерес молодого человека к этим предметам. Весьма вероятно, что уже в 1504 году Джовио посещал курсы греческого языка и литературы в Милане у Деметрио Калькондилы, а также уроки риторики у Авла Джано Паррасио.
Вероятно, в 1505 году Паоло поступил на факультет философии и медицины Павийского университета, а осенью следующего года он был в университете в Падуе, где его учителями стали величайшие деятели аристотелизма начала XVI века: Пьетро Помпонацци и Алессандро Акиллини, а также Маркантонио делла Торре, один из величайших представителей анатомических исследований, предшествовавший фламандцу Андреа Везалию. В 1507 году Джовио вернулся в Павию. В этом городе он, вероятно, позже встретился с Леонардо да Винчи.
После окончания университета Джовио некоторое время занимался медицинской практикой в Комо; однако эпидемия чумы поразила города Ломбардии и заставила его переехать. Уже в 1512 году, ближе к концу понтификата Юлия II, документировано его присутствие в Риме, где он сначала занимался медицинской практикой, а затем сделал первые шаги в карьере литератора и придворного. Был на службе у кардинала Бандинелло. В 1513 году он проживал в городе во время восшествия на папский престол Джованни Медичи, сына Лоренцо Великолепного, под именем Льва X.
В 1514 году Джовио получил должность профессора в Римском университете в качестве преподавателя «моральной философии» (di lettore di filosofia morale), а в следующем году он был назначен преподавателем натурфилософии. Он также был посвящен папой в рыцари. В тот же период он начал писать исторические эссе. Он написал мемуары о папе Льве Х вскоре после его смерти.
В 1517 году Джовио был назначен личным врачом кардинала Джулио ди Джулиано де Медичи, будущего папы Климента VII. Во время разграбления Рима 6 мая 1527 года (итал. Sacco di Roma) Джовио помог папе Клименту скрыться в Замке Святого Ангела. С 1526 по 1528 год он находился на острове Искья в качестве гостя Виттории Колонны. В 1528 году он стал епископом Ночерским.
В 1536 году Джовио построил для себя виллу на озере Комо, которую он назвал «Museo» и использовал для размещения своей коллекции портретов знаменитых литераторов, правителей, государственных деятелей и высокопоставленных лиц, получившей название «Mестный музей Джовио» (итал. Il Museo di Giovio a Borgovico).
Помимо картин Паоло Джовио собирал предметы старины и традиционных художественных ремёсел, его коллекция была одной из первых, включавших произведения из Нового Света. Серия копий портретов из этой коллекции, теперь известна как Серия Джовио и выставлена в галерее Уффици во Флоренции.
После смерти папы Климента VII Паоло Джовио вышел на пенсию. В 1549 году папа Павел III отказал Джовио в звании епископа Комо, и он переехал во Флоренцию, где и умер в 1552 году.

## Научные труды
Паоло Джовио много занимался изучением современного итальянского языка, а также систематического восстановления и валоризации латинского языка посредством исследования классических авторов. Ещё в 1515 году ученый представил на рассмотрение понтифика первые главы «Истории своего времени» (Historiarium sui temporis libri XLV, edite tra il; издано в 1550 и 1552). В этой работе он пытался обрисовать «…ужасные войны Италии…» повествованием, которое он описывал как важнейший этап в истории и цивилизации.
Джовио также известен как автор сборника «Жизнеописание знаменитых людей» (Vitae virorum illustrium; 1549—1557) и «Elogia virorum bellica virtute illustrium» (Флоренция, 1554), что можно перевести как «Похвала мужей, прославленных за храбрость на войне» (1554).
Он также является первым биографом выдающегося художника Рафаэля Санти. По его заказу Рафаэль написал один из своих шедевров — «Мадонну Альба».
Считается, что «Жизнеописания» Джовио послужили образцом для «Жизнеописаний наиболее знаменитых живописцев, ваятелей и зодчих» Джорджо Вазари (1550). Предположительно, в 1546 году на обеде у папы Павла III Джовио высказал подобную идею. В 1546—1551 годах в Венеции Джовио издавал сборники гравированных портретов, дополняющих его знаменитую книгу «Elogia virorum bellica virtute illustrium». Во Франции эта книга с гравюрами издавалась под названием «Historianum sui Temporis». Она также послужила ценным источником историографических и иконографических сведений для историков и теоретиков европейского классицизма.
Летом 1525 года Паоло Джовио встречался и разговаривал в Риме с посланником из Москвы Дмитрием Герасимовым, а осенью того же года написал и выпустил в свет в Риме «Книгу о посольстве Василия, великого князя Московского, к папе Клименту VII, в которой с особой достоверностью описаны положение страны, неизвестное древним, религия и обычаи народа и причины посольства. Джовио отметил заблуждение Страбона, Птолемея и других, писавших о географии, там, где они упоминают про Рифейские горы, как положительно известно, в настоящее время нигде не существуют» К этой книге должна была быть приложена гравированная географическая карта Московии, но эта карта не была найдена ни в одном из экземпляров до 1993 года. Первый экземпляр ксилографии «Московия, по сведениям посланника Дмитрия составленная … Год 1525, месяц октябрь», был найден и приобретённый на аукционе Сотби’с, ныне он хранится в Москве, в Российском государственном архиве древних актов.
В 2020 году в международном ежегоднике по истории картографии «Imago Mundi» была опубликована статья о находке в Библиотеке Святого Марка в Венеции книги с ксилографией Московии — первого печатного географического изображения Московии, составленном «Павлом Иовием». Паоло Джовио также составил описание Британских островов (1548).

## Переводы на русский язык
- Посольство от Василия Иоанновича, Великого князя Московского, к Папе Клименту VII, переводчик М. Михайловский 1836[17]
- Книга о московитском посольстве, пер. А. И. Малеина, 1908[18]
- М. П. Алексеев включил в свою «Сибирь в известиях западно-европейских путешественников и писателей XIII—XVII вв.» отрывок из трактата Павла Иовия[19].
- Вместе с латинским текстом по римскому изданию 1525 года, статьёй и примечаниями О. Ф. Кудрявцева, в сборнике «Россия в первой половине XVI в.: взгляд из Европы»[20].